# Gordon Pearce
Gordon Charles Pearce (* 10. Januar 1934 in Jabalpur) ist ein ehemaliger australischer Hockeyspieler. Er gewann mit der australischen Nationalmannschaft eine olympische Silbermedaille 1968.

## Sportliche Karriere
Als Indien 1947 selbstständig wurde, zogen viele englischstämmige Familien aus Indien fort. Die Familie Pearce zog nach Western Australia. Von den fünf Söhnen hatten die vier älteren das Hockeyspiel in Indien gelernt, nur Julian als Jüngster lernte das Spiel erst in Australien. Cec, Mel, Eric, Gordon und Julian spielten alle international für Australien und bis auf Cec, den ältesten, traten alle bei Olympischen Spielen an. Die vier älteren Brüder spielten im Sturm, Julian war Verteidiger.
Als 1956 die Olympischen Spiele in Melbourne ausgetragen wurden, nahm erstmals auch eine australische Mannschaft teil. Mit Mel, Eric und Gordon Pearce waren drei der Brüder im Aufgebot. Die Australier belegten in der Vorrunde den zweiten Platz hinter den Briten und erreichten dann in der Platzierungsrunde den fünften Platz in der Gesamtwertung.
Bei den Olympischen Spielen 1960 in Rom belegten die Australier in der Vorrunde den zweiten Platz hinter der Mannschaft Pakistans. Im Viertelfinale unterlagen die Australier der indischen Mannschaft nach Verlängerung, am Ende belegten die Australier den sechsten Platz.
Nachdem Gordon Pearce 1964 bei den Olympischen Spielen in Tokio nicht zum australischen Aufgebot gehört hatte, war er 1968 in Mexiko-Stadt wieder dabei. Mit Eric, Gordon und Julian Pearce standen damit wie schon 1960 die drei jüngeren Brüder in der Mannschaft. Die Australier wurden in der Vorrunde Zweite hinter Pakistan. Wieder trafen sie im Halbfinale auf die indische Mannschaft, die Australier siegten mit 2:1 nach Verlängerung. Im Finale unterlagen die Australier mit 1:2 gegen Pakistan.